# Приз Известий 1974—1975
Приз Известий 1974—1975 — міжнародний хокейний турнір, який проходив з 10 вересня 1974 року по 28 березня 1975 у різних містах приймаючих країн (СРСР, Швеція, Фінляндія, Чехословаччина): Москва, Седертельє, Гетеборг, Стокгольм, Раума, Тампере, Гельсінкі, Прага. У турнірі брали участь національні збірні: СРСР, Чехословаччини, Фінляндії та Швеції.

## Результати та таблиця
| Місце | Збірна         | Чехословаччина |               | Швеція        | Фінляндія     | Матчі | В  | Н | П  | Ш     | О  |
| ----- | -------------- | -------------- | ------------- | ------------- | ------------- | ----- | -- | - | -- | ----- | -- |
|       | Чехословаччина | –––            | 6:1, 4:2, 9:3 | 4:2, 2:4, 8:1 | 2:1, 5:0, 7:5 | 18    | 14 | 1 | 03 | 84:37 | 29 |
|       | СРСР           | 6:3, 3:3, 3:4  | –––           |               | 8:1, 7:3, 4:3 | 18    | 12 | 2 | 04 | 89:59 | 26 |
|       | Швеція         | 0:6, 2:4, 3:1  | 2:9, 4:7, 3:3 | –––           | 2:1, 5:5, 9:1 | 18    | 05 | 2 | 11 | 53:76 | 12 |
| 4.    | Фінляндія      | 1:6, 0:6, 0:4  | 2:7, 2:5, 3:5 | 4:1, 3:2, 2:6 | –––           | 18    | 02 | 1 | 15 | 37:91 | 05 |

## Найкращий бомбардир
- Мілан Новий 24 очка (14+10)

## Склад переможців
| Чехословаччина |
| Воротарі: Їржі Голечек, Їржі Црга, Мирослав Краса. Захисники: Франтішек Поспішил, Олдржих Махач, Карел Горачек, Владімір Костка, Мирослав Дворжак, Мілан Халупа, Ян Заїчек, Ян Штербак, Владімір Шандрик, Їржі Нойбауер, Франтішек Каберле, Мілан Кайкл, Петр Адамек, Мілан Кужела, Їржі Бубла. Нападники: Богуслав Еберманн, Іван Глінка, Їржі Новак, Богуслав Штястний, Їржі Кохта, Ярослав Поузар, Маріан Штястний, Вацлав Сікора, Юліус Гаас, Владімір Вейт, Вінцент Лукач, Вацлав Гонц, Павел Ріхтер, Франтішек Черник, Мілош Тарант, Томаш Долак, Лібор Гавличек, Павел Беранек. Тренери: Карел Гут, Ян Старший. |